# Фарсман I
Фарсман I або Фарасман (помер 58) — цар Іберії. Відігравав провідну роль у хроніці Тацита, що змальовує політику й кампанії східної Римської імперії за часів правління Тиберія, Клавдія та Нерона. Відповідно до Кирила Туманова період його правління припав на 1-58 роки нашої ери. До сходження на трон мав ім'я Адерк (Адеркі).
Будучи союзниками Риму, його брат Мітридата був встановлений як цар Великої Вірменії римським імператором Тиберієм, який вторгся до Вірменії 35. Коли парфіянський принц Ород, син Артабан III Парфії, спробував виселити Мітрідата його новознайденої царства, Мітрідат призвело велика вірменська і Іберійський армії і перемогли парфян в битві.
Не відома точна дата, коли Фарсман одружився з вірменською принцесою з династії Арташесідів. Вона була дочкою вірменського царя Тиграна IV, а її сестра — вірменською царицею Ерато. Від їхнього шлюбу народилось троє синів: Мітридат, Радаміст і Амазасп).